# News+おやっと!
『News+おやっと!』（ニュースプラス おやっと）は、2024年4月1日から鹿児島放送で平日夕方に放送されている報道・情報番組である。

## 概要
KKBでは『おーいかごしま96』の終了（1998年9月）以降、翌10月以降はキー局であるテレビ朝日の夕方ニュース番組である『スーパーJチャンネル』を鹿児島県内ローカルニュースのタイトルにも使用してきたが、2024年3月29日をもって終了。25年半ぶりとなる独自タイトルのローカルニュース番組として2024年4月1日から放送している。
番組名にある「おやっと」は「お疲れ様」を意味する薩隅方言の「おやっとさぁ」から取られている。
同時に「Jチャン+」終了時点では月曜・金曜のみ行われていた「スーパーJチャンネル」17時台後半のローカル差し替えを週5日間に拡大する。
週末の県内ニュースは、同年4月以降も従来通り「ANNスーパーJチャンネル」内で放送される。

## 放送時間
- いずれの曜日も「ANNスーパーJチャンネル」（17:50 - 18:15）を内包。

| 期間         | 期間 | 17時台                                                                                | 18時台                                                                                |
| ------------ | ---- | ------------------------------------------------------------------------------------- | ------------------------------------------------------------------------------------- |
| 2024年4月1日 | 現在 | 月曜 17:33 - 18:40（67分）火曜 - 木曜 17:33 - 18:55（82分）金曜 17:33 - 18:45（72分） | 月曜 17:33 - 18:40（67分）火曜 - 木曜 17:33 - 18:55（82分）金曜 17:33 - 18:45（72分） |

### 本番組の休止時や放送時間の変更の場合
- 2024年パリオリンピック開催期間中の放送（2024年7月30日[注釈 2] - 8月9日）は17時台の放送は休止[注釈 3]となり、18時台のみの放送となった。
- 年末年始やKKBの編成の都合上で本番組が休止となった場合、「KKBニュース」を代替放送する。

## 出演者
メインキャスター、気象予報士のうち、村川、小田、浅川は前番組『Jチャン+』より続投、柿野は前身番組『KKBスーパーJチャンネルかごしま』に2012年3月30日まで出演して以来12年ぶり。
| 期間     | 期間 | メインキャスター | メインキャスター | メインキャスター | メインキャスター | 気象予報士 （天気予報） |
| 期間     | 期間 | 男性             | 男性             | 女性             | 女性             | 気象予報士 （天気予報） |
| 期間     | 期間 | 月               | 火 - 金          | 月 - 水          | 木・金           | 気象予報士 （天気予報） |
| -------- | ---- | ---------------- | ---------------- | ---------------- | ---------------- | ----------------------- |
| 2024.4.1 | 現在 | 柿野賢治         | 村川裕           | 小田都由         | 下鶴琴音         | 浅川かがり              |

### コーナー担当
チェスト‼︎SPORTS＋
以下いずれもKKBアナウンサー。
- 柿野賢治（2024年4月1日 - 2024年9月23日）
- 泉水朝陽（2024年9月30日 - ）

#### Myおやっと
水曜は週替りかつ、以下の出演者以外の人物が出演する場合あり。
| 期間          | 水                                                                                        | 木                           |
| ------------- | ----------------------------------------------------------------------------------------- | ---------------------------- |
| 2024年 - 現在 | 門倉多仁亜（料理研究家） 福留一郎（九州経済連合会） 小川夏果（女優、プロデューサー） など | 酒井綱一郎（ジャーナリスト） |

#### 週末イチオシ!Live
以下いずれもKKBアナウンサー、週替りで1人が出演。
- 面高亜沙美
- 平手志歩
- 泉水朝陽（2024年10月から出演。）

## コーナー
◯は前番組「Jチャン+」から継続。

### 月曜日
- チェスト!!SPORTS+ - ◯（17時台）
- Athleteの原石 - ◯、鹿児島で活動するアスリートへインタビューする（17時台、不定期放送）。

### 火曜日
- この店この味 - ◯ 本番組開始以降は従来の18時台に加え、17時台ではこれまで紹介した店を再放送。

### 水曜日
- フォトドラ - ◯、毎週水曜日20:54に放送している同名の紀行番組の再放送。ただし、映像はそのままではなく映像素材を本番組のキャスターがナレーションする形で18時台に放送する。
- Myおやっと - 解説コーナー（17時台）、週替りでコメンテーターが出演（上記）。

### 木曜日
- Myおやっと - 解説コーナー（17時台） 、 酒井綱一郎が出演。

### 金曜日
- 週末イチオシ!Live - ◯、県内各地のイチオシな場所から中継（17、18時台）。
- こども食堂ぷらす - ◯、県内のこども食堂を紹介（18時台）。

### 不定期放送
特集名義で曜日を問わない形態で放送。
- ちょっと見せてもらえませんか? - 施設の裏側や工場を取材。
- 鹿児島まるっと調査隊  - ◯、経済や話題を伝えるコーナー。
- Jの追跡 - ◯、スーパーJチャンネルにて18:15以降に関東地方向けに放送しているコーナー「Jの追跡」を不定期で遅れ放送。
- めざせ!甲子園 - ◯、全国高等学校野球選手権鹿児島大会に出場する高校を紹介、大会期間中は試合結果なども放送する。全国高等学校野球選手権に県代表が出場した際には当コーナーのタイトルは使用せず、一般のニュースと同様の扱いとして放送する。